# Symzonia: A Voyage of Discovery
Symzonia: A Voyage of Discovery – amerykańska powieść fantastyczna napisana pod pseudonimem Captain Adam Seaborn. Wydał ją Jonathan Seymour 2 listopada 1820. Jest opisywana jako pierwsza amerykańska powieść fantastyczno-naukowa. Książka opiera swoją fabułę na teorii o pustej Ziemi i opowiada przygody kapitana Adama Seaborna, który wędruje wraz ze swoją załogą. Według Marka R. Hillegasa jest istotna przez swój wpływ na twórczość Edgara Allana Poego. Istnieją przypuszczenia, że jej autorem jest Nathaniel Ames.